# Donald Glaser
Donald Arthur Glaser (Cleveland (Ohio), 21 september 1926 – Berkeley (Californië), 28 februari 2013) was een Amerikaans natuurkundige, neurobioloog en was in 1960 winnaar van de Nobelprijs voor Natuurkunde voor zijn uitvinding van het bellenvat, een instrument voor het traceren van hoogenergetische elementaire deeltjes. Later hield hij zich intensief bezig met moleculaire biologie en de studie naar het functioneren van de hersenen.

## Biografie
Als zoon van zakenman William J. Glaser en zijn vrouw Lena verkreeg Donald zijn opleiding aan de Cleveland Heights High School, waar hij belangstelling kreeg voor de natuurkunde om de fysische wereld te begrijpen. Na de middelbare school ging hij naar de Case Institute of Technology (huidige Case Western Reserve University), waar hij in 1946 zijn bachelorgraad verkreeg in de natuur- en wiskunde. Gedurende zijn studie aldaar ging zijn interesse speciaal uit naar de deeltjesfysica.
Hij vervolgde zijn universitaire opleiding aan de California Institute of Technology (Caltech), waar hij in 1950 zijn doctoraal behaalde. Zijn dissertatie-onderzoek betrof een experimentele studie naar het momentumspectrum van hoogenergetische straling en mesons op zeeniveau.
Glasers carrière begon in de herfst van 1949 op de faculteit natuurkunde van de universiteit van Michigan als voltijds docent en onderzoeker. In 1957 promoveerde hij er tot hoogleraar. Twee jaar later, in 1959, werd hij benoemd tot hoogleraar natuurkunde op de universiteit van Californië, te Berkeley.
Na winnen van de Nobelprijs richtte Glaser zijn aandacht op een andere tak van de wetenschap, namelijk die van de moleculaire biologie. Samen met twee vrienden was hij in 1971 mede-oprichter van het eerste biotechnologische bedrijf op dit gebied, Cetus Corporation. Vanaf 1964 was hij hoogleraar neurotechnologie aan de universiteit van Californië.
Glaser huwde in 1960 Ruth Bonnie Thompson, met wie hij twee kinderen kreeg: Louise Ferris Addison en William Thompson Glaser. In 1975 huwde hij de schilderes Lynn Bercovitz.

## Bellenvat
Als opvolger van het nevelvat vond Glaser in 1952 het bellenvat uit, een met vloeistof gevulde ruimte die bijna kookt. Op het moment dat een onzichtbaar subatomair deeltje, versneld door een deeltjesversneller, het bellenvat passeert komt deze in contact met de vloeistof. Onder de juiste omstandigheden zorgt dit ter plaatse voor een drukverlaging waardoor de vloeistof op die plaats gaat koken en er een klein bellenspoor ontstaat. Door het fotograferen en analyseren van de belletjes kan waardevolle informatie worden verkregen over de aard van elementaire deeltjes.
Het allereerste bellenvat dat Glaser fabriceerde was niet groter dan een duim. Niet lang daarna verschenen over de hele wereld bellenvaten voor gebruik in deeltjesversnellers, de beste en grootste konden 20 m³ vloeibare waterstof bevatten om de steeds langer wordende deeltjessporen zichtbaar te maken. Tot de komst van deeltjesdetectoren in het midden van de jaren tachtig waren bellenvaten beeldbepalend in de deeltjesfysica.

## Neurobiologie
Vanaf 1962 begon Glaser onderzoek te doen op het gebied van de moleculaire biologie, waar hij reeds tijdens zijn studie aan Caltech gefasineerd door was geraakt. In die dagen leidde professor Max Delbrück een opwindend seminaar over het werk dat hij en anderen uitgevoerd hadden naar de genetica van micro-organismen. Tot dan toe werd aangenomen dat deze geen genetisch materiaal bevatte. Het bleek dat de genetische moleculen, DNA en RNA, in die organismen dezelfde waren als die in menselijke cellen.
Naast de studie van de controle van DNA-synthese in baterieën toonden Glaser en zijn studenten aan dat bepaalde mutaties in eicellen van gefokte Chinese hamsters een abnormale gevoeligheid veroorzaakten voor uv-straling die deze gemuteerde cellen konden veranderen in kankercellen. De zeven genen die bij dit proces betrokken zijn, worden ook aangetroffen bij mensen, waarbij dezelfde effecten leiden tot de kankervorm xeroderma pigmentosum. Patiënten met deze vorm van kanker kunnen een kankervrij leven leiden, mits ze blootstelling aan zonlicht vermijden.

## Erkenning
Voor zijn werk verkreeg Glaser verscheidene onderscheidingen en ereprijzen, waaronder de Henry Russell Award van de universiteit van Michigan (1953), de Charles Vernon Boys Prize van de Physical Society London (1958) en de American Physical Society Prize in 1959. Het jaar daarop mocht hij de Nobelprijs in de Natuurkunde in ontvangst nemen en in 1961 de Elliott Cresson Medal.